# Хем (шимпанзе)
Хем (англ. Ham; також відомий як Шимпанзе Хем і Астрошимпанзе Хем; серпень 1956 — 19 січня 1983) — перший шимпанзе-астронавт. 31 січня 1961 року Хем здійснив суборбітальний політ у рамках місії Меркурій-Редстоун 2, яка була частиною космічної програми США Проєкт Меркурій.
Ім'я Хема є абревіатурою для лабораторії, яка готувала його до його історичної місії — Аерокосмічного медичного центру Холломан, розташованого на базі ВПС Холломан у Нью-Мексико, на південний захід від Аламогордо. Його також назвали на честь командира аеромедичної лабораторії Холломана, підполковника Гамільтона «Хема» Блекшіра.

## Раннє життя
Хем народився в липні 1957 року у Французькому Камеруні (нині Камерун), зловлені тваринами та відправлені на ферму рідкісних птахів у Маямі, Флорида. Його придбали ВПС США і доставили на базу ВПС Холломан у липні 1959 року.
Спочатку в Холломані було 40 шимпанзе-кандидатів. Після оцінки кількість кандидатів зменшилася до 18, потім до шести, включаючи Хема. Офіційно Хем був відомий як No. 65 перед польотом, і перейменував на «Хем» лише після його успішного повернення на Землю. Повідомляється, що це сталося тому, що чиновники не хотіли, щоб у пресі була негативна інформація про смерть «названого» шимпанзе, якщо місія зазнає невдачі. Серед його керівників номер 65 був відомий як «Чоп Чоп Чанг».

## Космічний політ
У грудні 1960 року шимпанзе звичайний Хем тренувався виконувати прості завдання — реагувати на світло і звук.

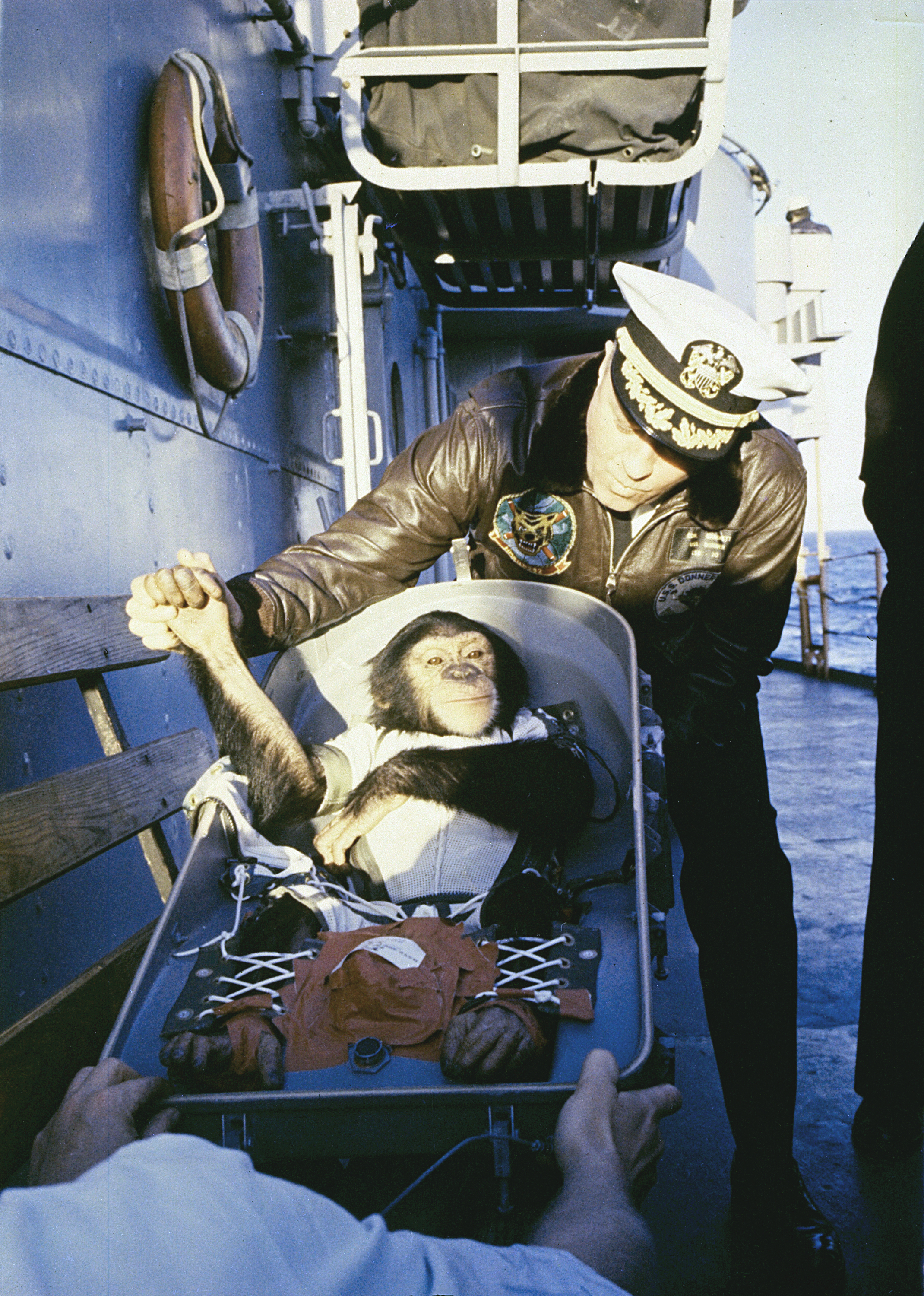
Знаменитий «потиск рук» — Хем після приводнення на палубі з командиром рятувального корабля

31 січня 1961 року Хем був поміщений в космічний корабель «Меркурій-Редстоун-2» (англ. Mercury- Redstone 2) і запущений в космос з космодрома на мисі Канаверал. Це був суборбітальний політ. Корабель досяг висоти 157 Міля миль (253 км). Політ тривав 16 хвилин 39 секунд. Дальність польоту — 422 милі (679 км). Хоча в кабіні корабля впав тиск повітря, Хем не постраждав від цього, оскільки був одягнений в скафандр.
Протягом польоту Хем, у відповідь на кожен спалах синього кольору, повинен був не пізніше п'яти секунд пересунути важіль, якби він цього не зробив, то отримав би удар електричним струмом у підошви ніг. Хем виконав своє завдання. Реакція Хема в космосі була в середньому тільки на 0,02 секунди гірше, ніж на Землі. Хем підтвердив, що у космосі може виконувати свої завдання як і, як і Землі.
Корабель «Меркурій» з Хемом на борту приводнився в Атлантичний океан і був піднятий на рятувальне судно.
Політ Хема був передостанньою репетицією перед першим Суборбітальний космічний політ американського астронавта в космос, останнім з шимпанзе літав Енос.

## Пізні роки
Могила Хема на території Музею історії космонавтики в Аламогордо, Нью-Мексико. Після космічного польоту Хем 17 років жив у Смітсонівському зоологічному парку зоопарку у Вашингтоні, а потім у зоопарку Північна Кароліна Північної Кароліни. Він періодично з'являвся на Телебаченні та знявся в одному Художній фільм. Хем помер 19 січня 1983 року у віці 26 років.
Дублер Хема була шимпанзе Мінні, єдина самка, яку тренували для космічного польоту. Після закінчення програми «Меркурій», Мінні брала участь у дослідженнях у військово-повітряних силах. За своє життя Мінні принесла дев'ятьох дитинчат. Мінні жила найдовше шимпанзе, які брали участь у космічній програмі. Вона померла у віці 41 року 14 березня 1998 року. Мінні похована поряд з Хемом на території Міжнародного космічного залу слави (International Space Hall of Fame), в Аламогордо (Нью-Мексико).

## У культурі
- Ray Allen & The Embers випустили пісню «Ham the Space Monkey» у 1961 році.
- У книзі Тома Вулфа 1979 року «The Right Stuff» зображено космічний політ Хема[10], а також його адаптації фільм 1983 та 2020 TV.
- Фільм 2001 року Космічна гонка є вигаданою версією історії Хема; шимпанзе у фільмі називається «Мак».[11]
- У 2007 році у французькому документальному фільмі, знятому спільно з Animal Planet, «Ham—Astrochimp #65», розповідається історія Хема, свідком якої є Джефф, який піклувався про Хема до його відходу з військово-повітряних сил. бази після успіху місії. Він також відомий як «Ham: A Chimp to Space» / «Ham, un chimpanzé dans l'espace».[12]
- Тривимірний анімаційний фільм 2008 року «Космомавпи» розповідає про антропоморфних шимпанзе та їхні пригоди в космосі. Головного героя звуть Хем III, він зображений як онук Хема.[13]
- У 2008 році Bark Hide and Horn, фолк-рок-група з Портленда, штат Орегон, випустила пісню під назвою «Ham the Astrochimp», де детально розповідається про подорож Хема з його точки зору.